# オクサーナ・リーニフ
オクサーナ・リーニフ（英語: Oksana Lyniv, ウクライナ語: Линів Оксана Ярославівна; 1978年1月6日 - ）は、ウクライナの女性指揮者。

## 概要
オクサーナ・リーニフは、ウクライナ出身の指揮者であり、国際的に活躍するクラシック音楽の第一人者である。2021年7月25日、バイロイト音楽祭で女性として初めて指揮者を務め、ワーグナーのオペラ『さまよえるオランダ人』を指揮した。2017年から2020年までオーストリアのグラーツ歌劇場およびグラーツ・フィルハーモニー管弦楽団の首席指揮者を務め、女性として初めてこの役職に就いた。2022年1月1日より、イタリアのボローニャ市立劇場（Teatro Comunale Bologna）の音楽監督に就任し、こちらも女性初の就任となった。
リーニフは、2016年に故郷リヴィウで国際クラシック音楽フェスティバルリヴィウ・モーツァルト音楽祭(LvivMozArt)を創設し、芸術監督を務めている。また、同年にウクライナ青少年交響楽団（Youth Symphony Orchestra of Ukraine / YsOU）を設立し、若手音楽家の育成と国際舞台での活躍を支援している。

## 経歴

### 教育
リーニフは、ウクライナのブロディで音楽学校を卒業後、ドロホビッチ音楽カレッジで1年間学び、フルートを専攻して1996年にスタニスラ・ルドケヴィチ記念リヴィウ音楽大学を卒業した。1996年から2003年までミコラ・リセンコ記念リヴィウ音楽院でオペラ・交響楽指揮をボフダン・ダシャクに師事し、学生時代にリヴィウ歌劇場でダシャクのアシスタントを務めた。2005年にドレスデン音楽大学の大学院で学び、指揮者エッケハルト・クレムのもとでマスタークラスを受講。ドイツ学術交流会（DAAD）、ゲーテ・インスティトゥート、オスカー＆ヴェラ・リッター財団の奨学生として支援を受けた。

### 音楽活動
リーニフは、バイエルン国立歌劇場、バルセロナ・リセウ大劇場、ウィーン劇場、シュトゥットガルト州立歌劇場、エストニア国立歌劇場、オデッサ国立歌劇場など、ヨーロッパや日本の主要なオーケストラや歌劇場で指揮を務めている。2008年から2013年までオデッサ国立歌劇場で指揮者を務め、プッチーニの『ラ・ボエーム』、マスカーニの『カヴァレリア・ルスティカーナ』、ヴェルディの『リゴレット』、プッチーニの『蝶々夫人』などを指揮。レオンカヴァッロの『道化師』やボルトニャンスキーの『アルチーデ』の新演出も手掛けた。2013/2014シーズンからバイエルン国立歌劇場の音楽監督キリル・ペトレンコのアシスタントを務め、2015年に同歌劇場の「クラシック音楽」部門で最優秀指揮者に選ばれた。

## 文化外交
オクサーナ・リーニフは、ウクライナのクラシック音楽の開発を担当しており、世界でウクライナ文化大使として知られている。リヴィウ市の名誉大使にも選ばれている。

## リヴィウでのモーツァルトの記憶の復活
オクサーナ・リーニフは、ヴォルフガング・モーツァルトの末息子であるフランツ・クサーヴァー・モーツァルトが住み、活動をしていたリヴィウやブロディの他の地域で、モーツァルト家の記憶の復活を積極的に推進している。リヴィウ・モーツァルト音楽祭を作成する過程で、モーツァルト家との良好な関係が確立された。2019年にはリヴィウが「モーツァルトの道」国際協会に加盟し、モーツァルト財団（モーツァルテウム）との協力を深めている。

## 家族
- 夫 - ヴァイオリニストのアンドレイ・ムルザ（2021年11月6日結婚）[13]。

## 賞と栄誉
- 2015年 - "Star of the Year" in the nomination "Classics" とミュンヘン・オペラ・フェスティバルの賞[14]
- 2015年 - バイエルン国立歌劇場「クラシック音楽」部門最優秀指揮者[4]
- 2017年 - Order "For Intellectual Courage"[15]
- 2017年 - 「People of Lviv」[16]
- 2017年 - 「Man of the New Age」[16]
- 2018年 - BOOM Awards[17]
- 2018年 - 「ウクライナで最も影響力のある100人の女性」
- 2019年 - 雑誌「Focus」の「最も影響力のある100人のウクライナ人」と雑誌「NV」「トップ100」
- 2019年 - 「芸術活動のために」カテゴリーのTREBBIA国際賞[18][19]
- 2018年-2019年 - アート部門の4年（オーストリア、グラーツ）
- 2020年 - 「2020年の最高の指揮者」（「Oper！Awards」、ドイツ）[20]
- 2021年 - Women in Arts Award（英語版）
- 2021年 - 聖オリガ公妃勲章（英語版） - ウクライナ国の国家建設、防衛、社会経済的、科学的、技術的、文化的、教育的発展への重要な個人的貢献、重要な成果、長年の努力、そしてウクライナ独立30周年[21]
- 2022年 - ヘレナ・ヴァス・ダ・シルヴァ賞（ウクライナの文化的遺産の普及と保存への貢献）[22]。